# Mauro Luque
Mauro Demián Luque (Colón, Entre Ríos, Argentina; 27 de mayo de 1999) es un futbolista argentino. Juega como lateral derecho y su equipo actual es Leones de la Serie B de Ecuador.

## Trayectoria
Se formó en las inferiores de Racing Club, jugó en el Torneo de reserva y debutó con el primer equipo de la mano de Sebastián Beccacece el 2020 frente a Unión de Santa Fe. Estuvo a préstamo en Atlanta durante el 2021 y en Defensores de Belgrano en el 2022 donde logró afianzarse al primer equipo dirigido por Pablo Frontini y tuvo un buen torneo.
Al año siguiente volvió a ser cedido a préstamo en All Boys para afrontar el Campeonato de Primera Nacional 2023 nuevamente dirigido por Pablo Frontini.

## Clubes
Actualizado al 29 de octubre de 2024.
| Racing Club Argentina                                                 | 1.ª                 | 2020                | 0  | 0 | 1 | 0 | - | - | 1  | 0 |
| Racing Club Argentina                                                 | Total               | Total               | 0  | 0 | 1 | 0 | - | - | 1  | 0 |
| Atlanta Argentina                                                     | 2.ª                 | 2021                | 18 | 0 | 1 | 0 | - | - | 19 | 0 |
| Atlanta Argentina                                                     | Total               | Total               | 18 | 0 | 1 | 0 | - | - | 19 | 0 |
| Defensores de Belgrano Argentina                                      | 2.ª                 | 2022                | 28 | 1 | - | - | - | - | 29 | 1 |
| Defensores de Belgrano Argentina                                      | Total               | Total               | 28 | 1 | - | - | - | - | 28 | 1 |
| All Boys Argentina                                                    | 2.ª                 | 2023                | 21 | 0 | 1 | 0 | - | - | 22 | 0 |
| All Boys Argentina                                                    | Total               | Total               | 21 | 0 | 1 | 0 | - | - | 22 | 0 |
| Brown de Adrogué Argentina                                            | 2.ª                 | 2024                | 11 | 0 | 0 | 0 | - | - | 11 | 0 |
| Brown de Adrogué Argentina                                            | Total               | Total               | 11 | 0 | 0 | 0 | - | - | 11 | 0 |
| Leones · Ecuador                                                      | 2.ª                 | 2024                | 13 | 2 | 0 | 0 | - | - | 13 | 2 |
| Leones · Ecuador                                                      | Total               | Total               | 13 | 2 | 0 | 0 | - | - | 13 | 2 |
| Total en su carrera                                                   | Total en su carrera | Total en su carrera | 91 | 3 | 3 | 0 | - | - | 94 | 3 |
| (1) Incluye datos de la Copa Argentina y Copa de la Liga Profesional. |                     |                     |    |   |   |   |   |   |    |   |